# 芒特奧本 (伊利諾伊州)
芒特奧本（英語：Mount Auburn）是位於美國伊利諾伊州克里斯蒂安縣的一個村落。

## 地理
芒特奧本的座標為39°46′00″N 89°16′00″W / 39.76667°N 89.26667°W，而該地最高點為海拔高度212米（即695英尺）。

## 人口
根據2010年美國人口普查的數據，芒特奧本的面積為2.58平方千米，當中陸地面積為2.58平方千米，而水域面積為0.00平方千米。當地共有人口480人，而人口密度為每平方千米186人。